# Środki hamujące wydzielanie śliny
Środki hamujące wydzielanie śliny to substancje zarówno syntetyczne, jak i naturalne, które mają zdolność hamowania wydzielania śliny, w przeciwieństwie do środków ślinopędnych. Są to m.in. atropina, opium oraz substancje zawarte w roślinach, takich jak bieluń dziędzierzawa czy lulek.